# Політична платформа
Політична платформа — політична позиція, сукупність принципових ідеологічних положень, які спираються на якусь концептуальну теорію або соціально-політичне вчення. На підставі платформ розвиваються великі політичні напрямки, які породжують безліч партій, в програмах яких платформи конкретизуються відповідно до поставленої мети в результаті критичного аналізу наявної ситуації у суспільстві.
Також, «політична платформа» може являти собою дійсну платформу, як об’єднавчий майданчик для різних політичних сил та течій, з метою їх об’єднання навколо певної ідеології та концептуального бачення і сприйняття певних засад (положень, визначень).
Таким чином, політична платформа може являти собою спільний координаційний штаб у справі досягнення спільної мети.
Основні платформи:
- консервативна;
- ліберальна;
- радикальна.